# Palau Cavalli-Franchetti

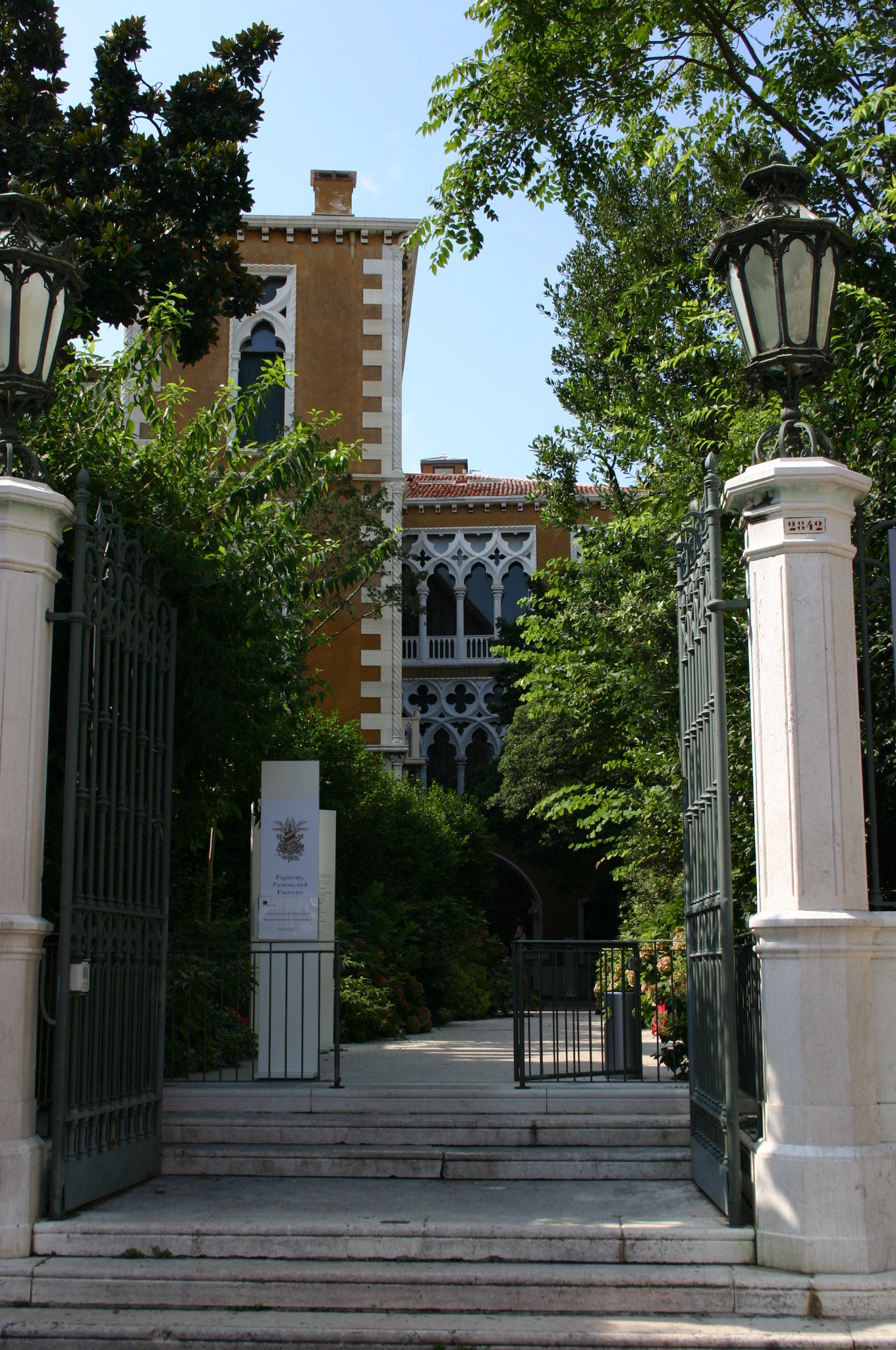
Accés al palau pel camp Santo Stefano

El palau Cavalli-Franchetti o palau Franchetti, és un edifici italià situat en el sestiere de San Marco, en els voltants del pont de l'Acadèmia a Venècia. Limita en la seva façana principal amb el Gran Canal, i en la part posterior amb el campo Santo Stefano, prop de l'església de Sant Vidal. Des de 1999 pertany a l'Institut vènet de Ciències, Lletres i Arts, que organitza freqüents manifestacions culturals i exposicions.

## Història
Edificat en la segona meitat del segle xv en estil gòtic per la família dels Marcello, va allotjar en períodes successius a les famílies Gussoni i Caballi, que van compartir edifici. L'any 1847 el va adquirir el jove arxiduc Federico Ferdinando de Asburgo-Teschen, comandant superior de la marina de guerra imperial. Federico va eliminar les divisions entre totes dues famílies, part Cavalli i part Gussoni, unificant l'edifici, al mateix temps que va iniciar una sèrie de treballs de modernització a l'interior del palau.

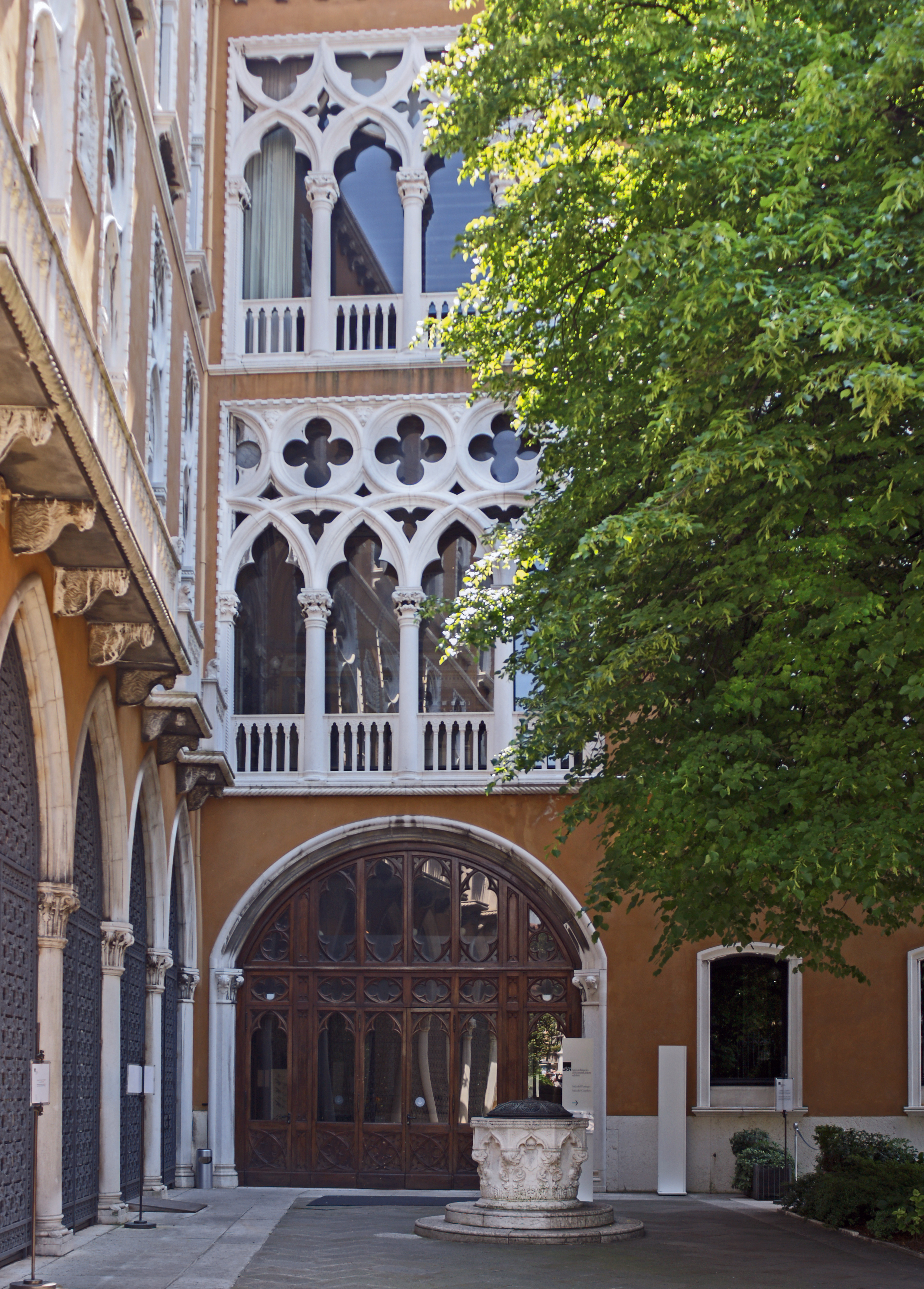
El pati i el pou

En el segle xix Enric d'Artois, comte de Chambord, encarrega una primera rehabilitació a l'arquitecte Giovanni Battista Meduna. Meduna, no sols escomet una àmplia reforma, sinó que redissenya la raó i la lògica de l'edifici, convertint-lo en un dels emblemes de la Venècia del segle xix.
En el 1878 va ser adquirit pel baró Raimondo Franchetti. Els Franchetti van escometre reformes radicals, realitzades per Camillo Boito, que van acabar de transformar gran part del palau a l'estil neogòtic.En el setembre de 1922 la vídua del baró, Sarah Luisa de Rothschild, cedeix el palau al "Institut federal de crèdit per al ressorgiment de Venècia", que inicia una nova fase de treballs de reforma i adaptacions funcionals. Es realitza la nova escala amb ascensor i es derroquen diversos trams d'escales interiors. Es redecora també amb materials de la casa Fortuny i mobles a la moda dels temps, afegint corredors metàl·lics adaptats a les noves exigències administratives del local. Aquesta fase de treballs va tenir la seva més imponent i significativa intervenció en la col·locació de la segona planta noble, amb la creació d'un immens moble de fusta per al registre central. Es tracta d'una magistral llibreria i prestatgeria neogòtica de sorprenent qualitat i efecte, a la part superior del qual s'accedeix per mitjà de dues escales de caragol disposades simètricament en cadascun dels extrems de la sala.

## Descripció

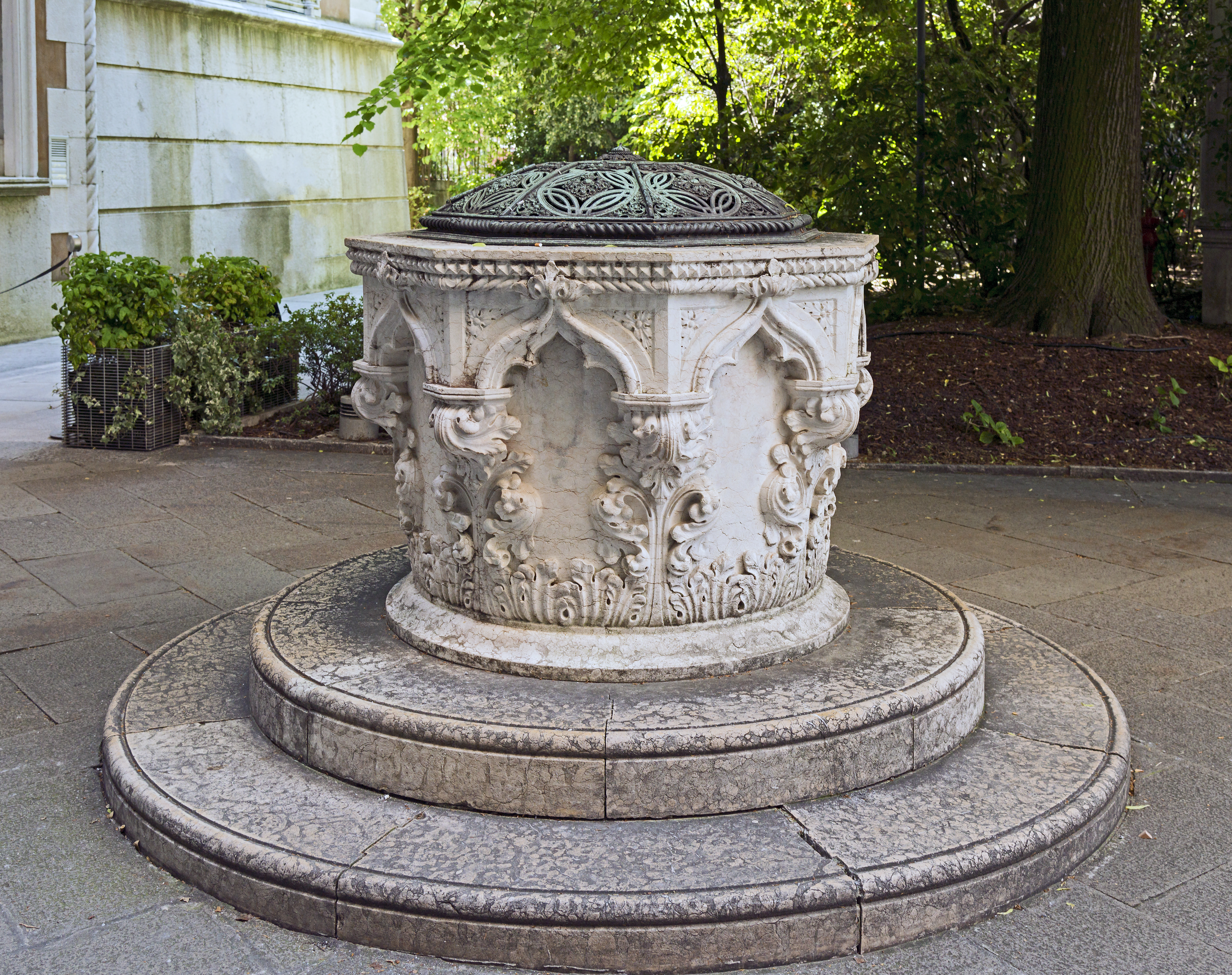
El pou

Es tracta d'un notable exemple d'arquitectura gòtica, i un dels més prestigiosos de Venècia., amb influències evidents del llenguatge del Palau Ducal. La façana del segle xv  es troba molt modificada seguint els cànons del neogòtic venecià: la decoració exterior apareix, de fet, llunyana de la senzillesa formal típica de molts altres edificis gòtics venecians.Delaten aquesta característica les pentafore de les dues plantes nobles, molt diferents a finestrals semblants de la mateixa època com els del Palau Pisani Moretta. Les finestres de la primera planta noble es caracteritzen per tenir arcs entrellaçats, decorats amb quadrilòbuls sobre-elevats, enfront de la tradicional disposició que els situa al costat del capitell, i per posseir uns petits balcons. Les de la segona planta presenten, en canvi, quadrilòbuls situats just en l'extrem de l'arc i no posseeixen balcó. Aquesta composició és diversa en la segona altura, on les monòfores són d'ogiva, així com el portal al nivell de l'aigua.La façana lateral que s'estén sobre un ampli jardí, proposa en canvi un disseny més sòlid, caracteritzat per set monòfores per planta. Aquesta relativa senzillesa es perd, no obstant això, en la façana posterior que reprodueix el repertori de la façana principal i afegeix fins i tot àmplies vidrieres en la planta baixa. La planta de l'edifici, dins de la seva complexitat, desenvolupa l'esquema típic del palau venecià, caracteritzada per la sala central de rebuda al costat de les sales de menor entitat. L'edifici presenta dues escales interiors, que s'enfronten simètricament sobre un ampli atri il·luminat per finestres de quatre obertures. L'edifici posseeix una ala posterior que presenta locals en línia.